# Chaillé-sous-les-Ormeaux
Chaillé-sous-les-Ormeaux ist eine ehemalige französische Gemeinde mit 1.379 Einwohnern (Stand: 1. Januar 2022) im Département Vendée in der Region Pays de la Loire. Sie gehörte zum Arrondissement La Roche-sur-Yon und zum Kanton Mareuil-sur-Lay-Dissais. Die Einwohner werden Chaillezais genannt.
Mit Wirkung vom 1. Januar 2016 wurden die Gemeinden Chaillé-sous-les-Ormeaux und Saint-Florent-des-Bois zu einer Commune nouvelle mit dem Namen Rives de l’Yon zusammengelegt.

## Bevölkerungsentwicklung
| Jahr                      | 1962 | 1968 | 1975 | 1982 | 1990  | 1999  | 2006  | 2013  |
| Einwohner                 | 869  | 863  | 870  | 990  | 1.028 | 1.018 | 1.124 | 1.310 |
| Quelle: Cassini und INSEE |      |      |      |      |       |       |       |       |

## Sehenswürdigkeiten

Kirche Saint-Sauveur

- Kirche Saint-Sauveur